# Gualdrappa
La gualdrappa è un ornamento tessile che viene posto sulla groppa di animali, per lo più cavalli, nel corso di parate, manifestazione folkloristiche o sfilate in costume. Ha una funzione ornamentale e viene fermata dalla sella che viene posta su di essa. Il termine risulta composto dai lemmi wahl ("scegliere" in tedesco) e drap, nel senso di scelta del drappo o del colore del drappo da parte del cavaliere. 
Oggi viene utilizzata nelle gare di ippica per coprire il cavallo alla fine della corsa per proteggerlo nel momento in cui è sudato dopo lo sforzo compiuto durante la gara.